# The Affair of an Egg
The Affair of an Egg è un cortometraggio muto del 1910 diretto da Frank Powell. Prodotto e distribuito dalla Biograph Company, il film uscì nelle sale cinematografiche statunitensi il 1º settembre 1910.

## Trama
In una fattoria, una ragazza capricciosa scrive un messaggio sul guscio di un uovo. Uovo che va a finire in città, sul tavolo di un ristorante. Il giovanotto cui viene servito, si incuriosisce e decide di scoprire l'autore del messaggio. Affronta un lungo viaggio per giungere finalmente alla fattoria, davanti alla giovane. Ma i due hanno un alterco e la ragazza giunge a colpirlo con i pugni. Lui, allora, riparte. Ma, in stazione, lei gli corre dietro per chiedergli di perdonarla e di restare con lei.

## Produzione
Il film fu prodotto dalla Biograph Company e venne girato nel New Jersey, a Fort Lee

## Distribuzione
Distribuito dalla Biograph Company, il film - un cortometraggio di 90 metri - uscì nelle sale cinematografiche statunitensi il 1º settembre 1910. Veniva programmato in sala proiettato in split reel insieme a un altro cortometraggio della Biograph, Muggsy Becomes a Hero di Frank Powell.
Una copia della pellicola (un positivo in 35 mm) è conservata negli archivi della Library of Congress